# Tunel Vardø
Tunel Vardø (norw. Vardøtunnelen) – tunel drogowy w ciągu trasy europejskiej E75 pod cieśniną Bussesundet w gminie Vardø w Norwegii. Łączy wyspę Vardøya z półwyspem Varanger.
Budowę rozpoczęto w 1979 roku. Po 3 latach, 22 grudnia 1982 roku, tunel o długości 2892 m został oddany do użytku. Natomiast oficjalne jego otwarcie miało miejsce 16 sierpnia 1983 roku przez króla Olafa V. Był to pierwszy podwodny tunel w tym kraju.
Swój bieg tunel zaczyna w Svartnes niedaleko lotniska Vardø, a kończy na wyspie w mieście Vardø. W najniższym punkcie tunel biegnie 88 m p.p.m.. Największe nachylenie w obiekcie wynosi 8 %.